# 모범변호사업무규칙
미국변호사협회의 모범변호사업무규칙(ABA Model Rules of Professional Conduct)은 1983년 8월 2일에 제정되어 모범변호사책임전범을 대체하는 윤리규정이다. 약칭으로 보통 ‘the Model Rules' 즉 모범규칙이라고 한다. 규칙 자체로 구속력을 갖는 규범으로 작용하는 것은 아니나 현재 거의 모든 주에서 모범변호사업무규칙이 채택되었다. 단 캘리포니아주와 메인주는 그들 자신의 독특한 규칙을 발전시켜왔고, 뉴욕 주와 오하이오 주는 여전히 모범변호사책임전범에 의거하고 있다.

## 내용
이 규칙은 변호사가 의뢰인에게 적절하게 대리하기 위해서는 법률지식과 숙련, 치밀함, 정보의 비밀보장이 필요하고 고문변호사로서는 독립적이고 전문적인 판단을 행사해야하며 공익변호활동을 통해서 무료공적 서비스를 제공해야한다는 내용 등을 기술하고 있다.

## 구조

### 전문
변호사의 책임(A Lawyer's Responsibilities)

### 제1조 의뢰인과 변호사와의 관계
1.0 개념정의(Terminology)
1.1 변호사가 갖추어야 할 능력(Competence)
1.2 대리의 범위와 의뢰인과 변호사 간의 행동기준(Scope of Representation and Allocation of Authority Between Client and Lawyer))
1.3 성실의무(Diligence)
1.4 의사소통(Communication)
1.5 수임료(Fees)
1.6 정보의 비밀유지(Confidentiality of Information)
1.7 의뢰인과의 이익충돌(Conflict of Interest: Current Clients)
1.8 의뢰인과의 이익충돌에 관한 특수한 규칙(Conflict of Interest: Current Clients; specific Rules)
1.9 과거 의뢰인에 대한 의무(Duties to Former Clients)
1.10 이익충돌 전가(轉嫁)에 관한 일반원칙(Imputation of Conflicts of Interest: General Rule)
1.11 변호사가 전직 혹은 현직의 공무원이나 정부피용인일 때에 관한 특수 이익충돌(Special Conflicts of Interest for Former and Current Government Officers and Employees)
1.12 변호사가 전직 판사, 중재인, 조정인과 같은 지위에 있었을 경우(Former Judge, Arbitrator, Mediator or other Third-Party Neutral)
1.13 의뢰인이 조직체인 경우(Organization as Client)
1.14 능력의 흠결이 있는 의뢰인(Client with Diminished Capacity)
1.15 의뢰인 혹은 제3자 소유 재산의 보전(Safekeeping Property)
1.16 대리의 거절 혹은 종료시킴(Declining or Terminating Representation)
1.17 수임사건의 양도(Sale of Law Practice)
1.18 의뢰인으로 예견되는 자에 대한 의무(Duties to Prospective Client)

### 제2조 변호사의 상담
2.1 조언자(Advisor)
2.2 중개인(Intermediary): 2002년 삭제
2.3 제3자 사용시의 평가(Evaluation for Use by Thied Person)
2.4 중립적 위치에서 업무를 처리하고 있는 변호사(Lawyer Serving as Third-Party Neutral)

### 제3조 변호사의 대리
3.1 가치 있는 청구와 주장(Meritorious Claims and Contentions)
3.2 신속한 소송진행(Expediting Litigation)
3.3 법정에 대한 정직의무(Candor Toward the Tribunal)
3.4 반대당사자, 변호사에 대한 공정의무(Fairness to Opposing Party and Counsel)
3.5 법정에서의 불편부당성유지 및 예의준수(Impartiality and Decorum of the Tribunal)
3.6 재판의 공개(Trial Publicity)
3.7 증인으로서의 변호사(Trial Publicity)
3.8 검사의 특별의무(Special Responsibilities of a Prosecutor)
3.9 소송 외 절차에서의 대리(Advocate in Nonadjudicative Proceedings))

### 제4조 의뢰인 이외의 자와의 거래
4.1 제3자에 대한 진술 시의 진실의무(Truthfulness in Statements to Others)
4.2 변호사에 의해 대리된 자와의 의사소통(Communication with Person Represented by Counsel)
4.3 변호사에 의해 대리되지 않는 자에 대한 행동기준(Dealing with Unrepresented Person)
4.4 제3자 권리의 존중(Respect for Rights of Third Persons)

### 제5조 로펌과 합동법률사무소
5.1 파트너, 매니저, 감독변호사의 책임(Responsibilities of Partners, Managers, and Supervisory Lawyers)
5.2 하급변호사의 책임(Responsibilities of a Subordinate Lawyer)
5.3 사무직원에 관한 책임(Responsibilities Regarding Nonlawyer Assistants)
5.4 변호사의 직업적 독립성(Professional Independence of a Lawyer)
5.5 무자격 업무수행; 다중관할시의 업무수행(Unauthorized Practice of Law; Multijurisdictional Practice of Law)
5.6 업무수행권에 대한 제한(Restrictions on Right to Practice)
5.7 부수적 업무에 관한 책임(Responsibilities Regarding Law-Related Services)

### 제6조 공익활동
6.1 자발적 공익변호활동업무(Voluntary Pro Bono Publico Service)
6.2 지정의 수락의무(Accepting Appointments)
6.3 법적 서비스 제공체에서의 구성원자격(Membership in Legal Services Organization)
6.4 의뢰인의 이해관계에 영향을 미치는 법개폐운동(Law Reform Activities Affecting Client Interests)
6.5 비영리적이고 법원부속의 제한된 법적 서비스 프로그램에 참여하는 경우의 의무(Nonprofit and Court-Annexed Limited Legal Services Programs)

### 제7조 법적 서비스에 대한 정보
7.1 변호사 업무에 관한 공표(Communications Concerning a Lawyer's Services)
7.2 광고(Advertising)
7.3 의뢰인으로 예견되는 자와의 직접 접촉(Direct Contact with Prospective Clients)
7.4 업무분야와 전문화에 관한 공표(Communication of Fields of Practice and Specialization)
7.5 로 펌 명칭과 사용서식 상단의 인쇄문(Firm Names and Letterheads)
7.6 정부의 법적 용역이나 판사지명을 위한 정치적 기여의 금지(Political Contributions to Obtain Government Legal Engagements or Appointments by Judges)

### 제8조 법조계의 통합성 유지
8.1 변호사협회의 입회와 징계절차에서의 의무(Bar Admissions and Disciplinary Matters)
8.2 판사와 사법공무원에 대한 접근(Judicial and Legal Officials)
8.3 직무수행 중 알게 된 금지된 행위의 보고의무(Reporting Professional Misconduct)
8.4 금지된 행위(Misconduct)
8.5 징계권을 가지는 관할; 법의 선택(Disciplinary Authority; Choice of Law)

## 같이 보기
- 미국 변호사 협회
- 법조윤리